# East Room

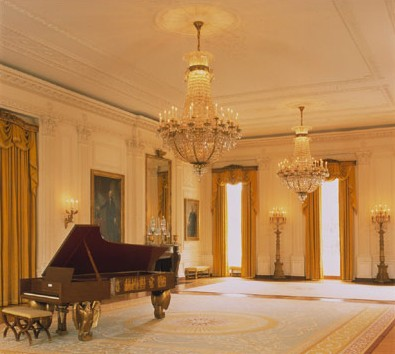
Vue sud-est de lEast Room. Le grand piano Steinway model D fut conçu en 1938 par Eric Gugler pour le président Franklin D. Roosevelt.

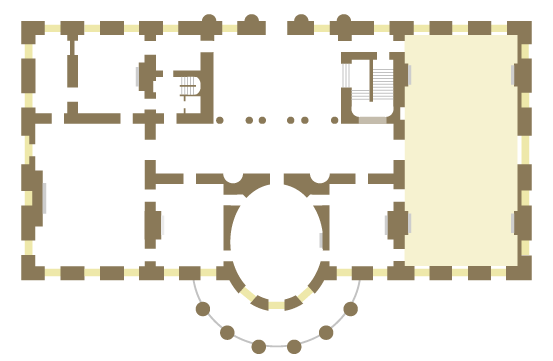
Plan de l'étage montrant l'emplacement de lEast Room.

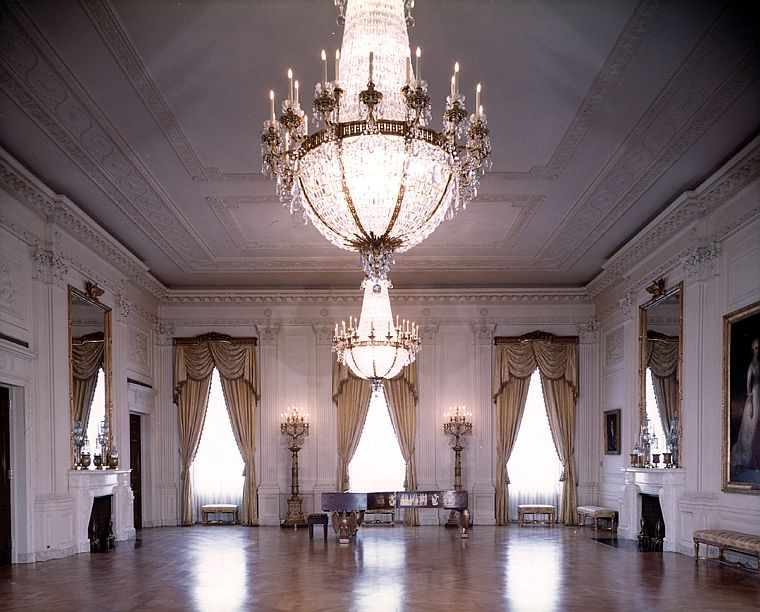
LEast Room en 1963 sous le mandat de John Fitzgerald Kennedy.

 (juillet 2025).
L'East Room (salle Est) est la plus grande pièce de la résidence exécutive de la Maison-Blanche, la résidence du président des États-Unis. Elle est située au rez-de-chaussée (rez-de-chaussée côté nord et premier étage côté sud) et est utilisée pour le divertissement, les conférences de presse, les cérémonies, et occasionnellement pour de grands dîners. Le plus ancien bien de la Maison Blanche, un portrait de George Washington peint en 1797 par Gilbert Stuart et sauvé de l'incendie de 1814, se trouve dans cette pièce avec un portrait de Martha Washington peint en 1878 par Eliphalet F. Andrews.

## Histoire et ameublement
Dans les premiers plans de l'étage, la pièce est désignée comme « salle d'audience publique ». Beaucoup pensèrent que ce nom sonnait trop comme une salle du trône, et donc trop royal pour une république. L'East Room fut l'une des dernières pièces du State Floor (étage d'État correspondant au rez-de-chaussée) à être terminée et utilisée. La First Lady Abigail Adams y mettait son linge à sécher. Sous l'administration de Thomas Jefferson (1801-1809), la salle était séparée en deux, la partie sud étant utilisée pour des bureaux, dont pour le Corps of Discovery de Lewis et Clark. En 1814 et 1815, après l'incendie de la Maison Blanche, la pièce reçut de nouveaux cadres de porte et de nouvelles portes en acajou qui s'y trouvent encore de nos jours. De nouvelles moulures en palmettes y furent créées. Ce travail était dirigé par l'architecte Benjamin Latrobe sur les conseils de James Hoban, l'architecte de la Maison Blanche. Peu après, James Monroe y fit installer vingt-quatre chaises rembourrées en acajou et quatre canapés fabriqués par l'ébéniste de Georgetown William King. Ils furent placés dans la salle à manger d'État et dans l’East Room. Cependant, la pièce n'était pas encore complètement meublée ni équipée d'un éclairage convenable. Ce n'est pas avant 1829, pendant le mandat d'Andrew Jackson, que la pièce fut réellement terminée et utilisée de façon régulière pour des réceptions. Jackson fit installer trois grands lustres à huile, des miroirs en trumeaux pour réfléchir la lumière et des tapis à motif floral. Un ensemble de tables fabriquées à Philadelphie s'ajouta aux chaises et aux canapés de Monroe. Pendant le reste du XIXe siècle, la pièce fut décorée dans différents styles très ornés.
Pendant le mandat d'Abraham Lincoln, l'East Room fut célèbre pour avoir déclenché la colère du président à la vue du coût de son réaménagement, avoir hébergé les troupes de l'Union, et tristement pour avoir accueilli la dépouille de Lincoln après son assassinat. Ulysses S. Grant (1869-1877) y fit installer trois fausses poutres ornementales et trois grands lustres de verre à gaz. La presse qualifia le style de steamboat gothic (« gothique de bateau à vapeur »). Chester Alan Arthur (1881-1885) fit repeindre la pièce par Lewis Comfort Tiffany et fit installer une tapisserie métallique au plafond dans un style appelé "Mouvement esthétique". La pièce fut également ornée de nombreux palmiers en pot, jusqu'à la faire ressembler à une serre.
Finalement, pendant la restauration dirigée par Theodore Roosevelt en 1901-1902 et exécutée par le cabinet d'architectes McKim, Mead and White, la pièce fut modifiée pour ressembler beaucoup plus à ce qu'elle est actuellement. Charles McKim fit de considérables recherches historiques pour déterminer à quoi ressemblait la Maison Blanche à l'origine, et juste après l'incendie de 1814. L'East Room n'ayant pas été aménagée avant 1829, McKim prit quelques libertés et en fit une salle de réception de style Beaux-Arts. Il s'inspira du « salon de Famille » de style Louis XVI de 1780 du château de Compiègne, et fit peindre la pièce couleur crème. Trois grands lustres en cristal de Bohême, un parquet en chêne et un ensemble de banquettes et de consoles moulées et dorées meublèrent la pièce. En 1938, sous l'ordre du président Franklin D. Roosevelt, Eric Gugler dessina un grand piano de concert construit par la firme Steinway & Sons. Le piano est décoré d'une frise dorée illustrant la danse américaine, alternant la valse à l'européenne avec les danses country, africaines et amérindiennes. Le piano repose sur trois grands aigles dorés de style Art moderne.
Pendant la reconstruction Truman de la Maison Blanche de 1949 à 1952, les panneaux, les plafonds et les meubles de l'East Room furent démontés, inventoriés et stockés. Cependant, les panneaux de bois et les plafonds originaux subirent des dommages, si bien qu'ils durent être remplacés. De nouveaux panneaux furent fabriqués mais ils étaient plus simples et moins ornés. Des moulures et des médaillons plus simples furent également réalisés au plafond. L'impression générale était similaire mais l'effet architectural était moindre. La taille des lustres fut réduite, et ils furent équipés d'ampoules intérieures pour apporter un éclairage plus doux. Des manteaux de cheminée en marbre rouge furent installés.

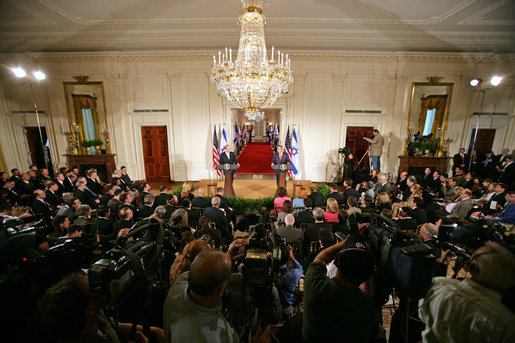
Conférence de presse de George W. Bush et Ehud Olmert le 23 mai 2006 devant la porte ouverte sur le Cross Hall.

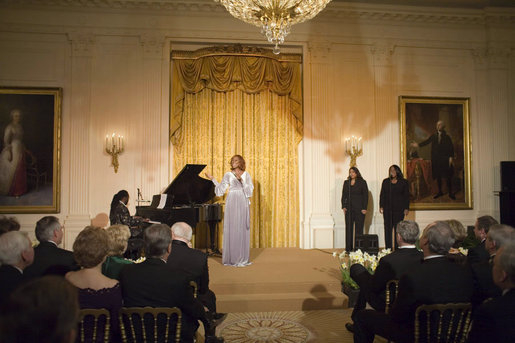
Concert de Yolanda Adams en février 2007.

Pendant la restauration Kennedy de la Maison Blanche (1961-1962), l'architecte d'intérieur Stéphane Boudin conseilla de faire peindre les cheminées dans un aspect de faux marbre blanc pour donner plus d'unité à la pièce. Il conçut également de nouvelles draperies, qui ne furent pas installées avant la présidence de Lyndon B. Johnson (1963-1969). Les Kennedy firent installer une petite estrade amovible, les Johnson la remplacèrent par une plus grande avec des piliers corinthiens adaptés à l'architecture de la pièce. Cela permettait des représentations de spectacle après les dîners officiels. Sous la présidence de Bill Clinton, la finition en faux marbre blanc fut retirée pour laisser apparaitre le marbre rouge, et des tapis de style Aubusson furent fabriqués et mis en place pour protéger les parquets.

## Réaménagement
L'East Room est actuellement[Quand ?] en pleine phase de conception d'un réaménagement par le Comité pour la préservation de la Maison-Blanche et le conservateur de la Maison Blanche William Allman. Les réaménagements des pièces historiques de la Maison Blanche ont lieu régulièrement. Les idées de la famille présidentielle, ainsi que des références aux documents historiques et parfois des recherches supplémentaires guident les décisions du comité et du conservateur.